# Uperoleia
Uperoleia – rodzaj płazów bezogonowych z rodziny żółwinkowatych (Myobatrachidae).

## Zasięg występowania
Rodzaj obejmuje gatunki występujące w północnej i wschodniej Australii oraz na nizinach południowej Nowej Gwinei.

## Systematyka

### Etymologia
- Uperoleia (Hyperolia): gr. ὑπερ hyper „nad, ponad, powyżej”[8]; λειος leios „gładki”[9].
- Glauertia: Ludwig Glauert (1879–1963), australijski paleontolog[4]. Gatunek typowy: Glauertia russelli Loveridge, 1933.
- Hosmeria: Douglas William Hosmer (1925–2002), australijski herpetolog[5]. Gatunek typowy: Uperoleia marmorata laevigata Keferstein, 1867.
- Prohartia: Kevin Charles „Pro” Hart (1928–2006), australijski artysta[6]. Gatunek typowy: Pseudophryne fimbrianus Parker, 1926 (= Pseudophryne rugosa Andersson, 1916).

### Podział systematyczny
Do rodzaju należą następujące gatunki:

- Uperoleia altissima Davies, Watson, McDonald, Trenerry & Werren, 1993
- Uperoleia arenicola Tyler, Davies & Martin, 1981
- Uperoleia aspera Tyler, Davies & Martin, 1981
- Uperoleia borealis Tyler, Davies & Martin, 1981
- Uperoleia crassa Tyler, Davies & Martin, 1981
- Uperoleia daviesae Young, Tyler & Kent, 2005
- Uperoleia fusca Davies, McDonald & Corben, 1986
- Uperoleia glandulosa Davies, Mahony & Roberts, 1985
- Uperoleia gurrumuli Catullo & Keogh, 2021
- Uperoleia laevigata Keferstein, 1867
- Uperoleia lithomoda Tyler, Davies & Martin, 1981
- Uperoleia littlejohni Davies, McDonald & Corben, 1986
- Uperoleia mahonyi Clulow, Anstis, Keogh & Catullo, 2016
- Uperoleia marmorata J.E. Gray, 1841
- Uperoleia martini Davies & Littlejohn, 1986
- Uperoleia micra Doughty & Roberts, 2008
- Uperoleia micromeles Tyler, Davies & Martin, 1981
- Uperoleia mimula Davies, McDonald & Corben, 1986
- Uperoleia minima Tyler, Davies & Martin, 1981
- Uperoleia mjobergii (Andersson, 1913)
- Uperoleia orientalis (Parker, 1940)
- Uperoleia rugosa (Andersson, 1916)
- Uperoleia russelli (Loveridge, 1933)
- Uperoleia saxatilis Catullo, Doughty, Roberts & Keogh, 2011
- Uperoleia stridera Catullo, Doughty & Keogh, 2014
- Uperoleia talpa Tyler, Davies & Martin, 1981
- Uperoleia trachyderma Tyler, Davies & Martin, 1981
- Uperoleia tyleri Davies & Littlejohn, 1986